# リヴァプール・アンド・マンチェスター鉄道

リヴァプール・アンド・マンチェスター鉄道の開業記念列車

リヴァプール・アンド・マンチェスター鉄道（リヴァプール・アンド・マンチェスターてつどう、英 L&MR: Liverpool and Manchester Railway）は、世界で最初の実用的な鉄道である。1830年開業。全ての列車が時刻表に基づいて運行され、ほとんどの区間で蒸気機関車が牽引する都市間旅客輸送鉄道であった。リヴァプール・アンド・マンチェスター鉄道は、リヴァプールの港とマンチェスターとその周囲の北西イングランドの町の工場を結んで、原料と製品をより高速に輸送できるように建設された。

## 歴史

### 建設まで
原料と製品の輸送を効率化するため、リヴァプール港と東ランカシャー間で計画された。膨大な量の織物原料がリヴァプール港を通じて輸入され、大量生産の拠点となっていたペナイン山脈近郊の工場へと輸送されていた。しかし18世紀から存在していたアーウェル川（River Irwell）やブリッジウォーター運河（Bridgewater Canal）の水運は、過剰な運賃によってマンチェスターの経済成長の妨げをしていると考えられていた（なお、後に鉄道についても同様の事態となり、逆に1890年代のマンチェスター運河（Manchester Ship Canal）の建設につながった）。寄付については路線の両端の都市から支援が寄せられたが、一方で通過することになる土地の所有者からは反対された。
もともとの発起人は、リヴァプールの裕福な穀物商人のジョセフ・サンダース（Joseph Sandars）と、マンチェスター最大の紡績工場の所有者であるジョン・ケネディ（John Kennedy）であると見られており、彼らはウィリアム・ジェームス（William James）の影響を受けたものとされる。ジェームスは土地投機で財を成した土地鑑定人で、北イングランドにおいて炭鉱鉄道と機関車技術の発展を見て、全国規模の鉄道網を提唱していた。
1823年5月24日、社長兼財務担当のヘンリー・ブース（Henry Booth）とリヴァプール、マンチェスターの商人たちによって鉄道会社が設立された。1825年に議会に提出された会社に関する法案は否決されたが、翌年5月可決された。リヴァプールでは172人が1979株を、ロンドンでは96人が844株を、マンチェスターでは15人が124株を、他の地方の24人が286株を引き受けた。第2代スタッフォード侯爵ジョージ・ルーソン＝ゴア（後の初代サザーランド公爵）が1人で1000株を引き受けて、合計で308人の株主が4233株を引き受けている。

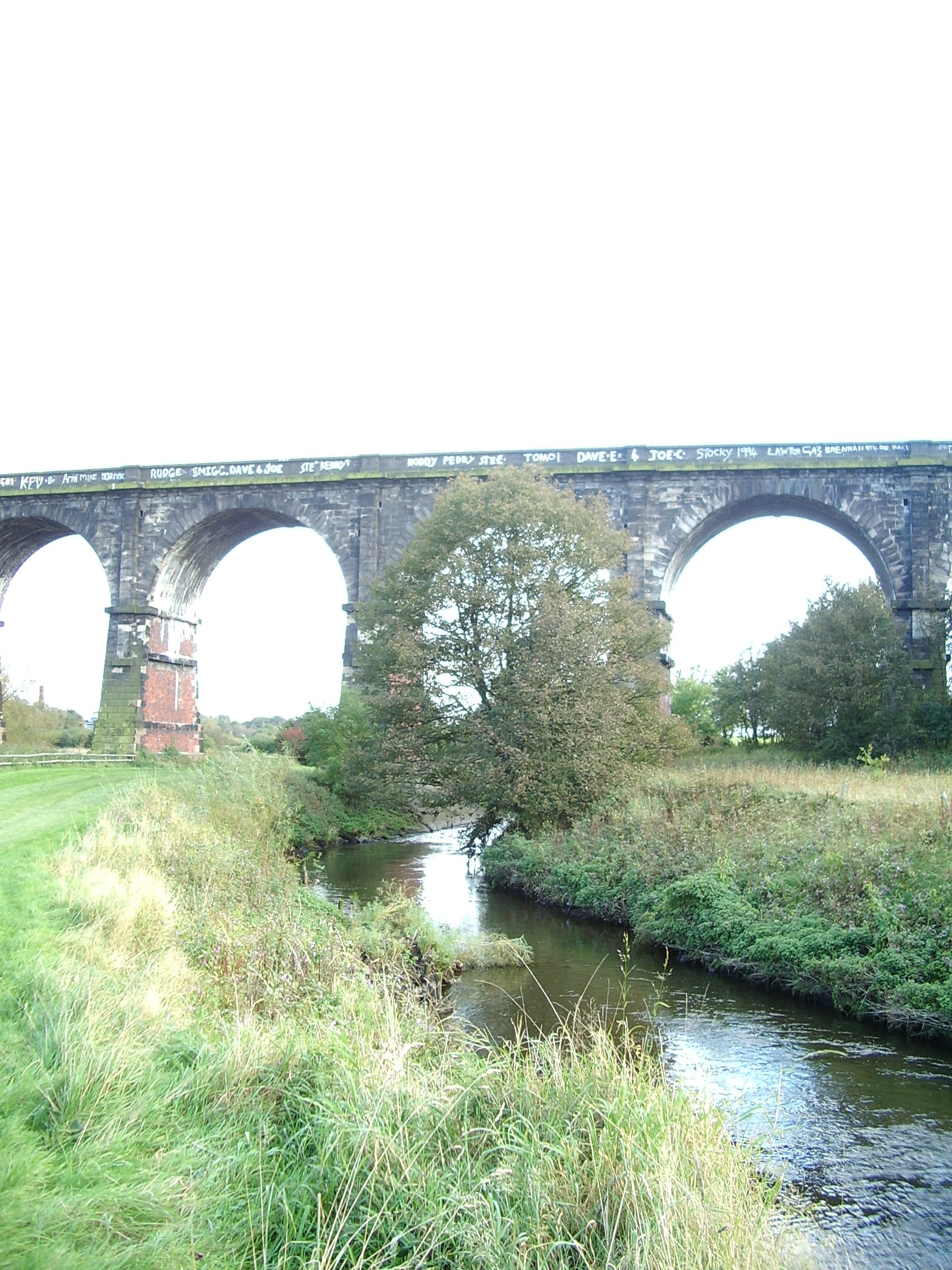
サンキー・ブルックを横断するスチーブンソンの高架橋

路線建設のための実地調査はウィリアム・ジェームスが行ったが、不法侵入によって行われた挙句に間違いの多いものであった。その上調査期間の間に破産したため、代わりとして1824年にジョージ・スチーブンソンが技師として任命された。しかし本人は学校教育を受けておらず、必要な計算なども十分にできない状況で多くの仕事を抱えていた。このため十分な教育を受けた息子のロバート・スチーブンソンにこの分野を任せ、ロバートが南アメリカへ行っていたこの時期には路線調査を部下に一任していた。1825年の議会への提案では、特にアーウェル橋（Irwel bridge）関連の事項について誤りが発覚し、法案は却下された。主な反対派は、G. H. ブラッドショー（G. H. Bradshaw）で、ブリッジウォーター運河も保有するスタッフォード侯爵のワースレイ（Worsley）の資産の管財人であった。
このような状況の中、失敗続きであったジョージ・スチーブンソンの代わりに、ジョージ・レニー（George Rennie）とジョン・レニー（John Rennie）が技師に指名された。そこで二人は路線調査担当にチャールズ・ブラッカー・ビグノールス（Charles Blacker Vignoles）を選んだ。これに加えて運河側の反対派に対する説得も試みた。侯爵の資産管財人の1人と親戚であった鉄道会社顧問のアダムの尽力と、個人的に公爵と知り合いであったウィリアム・ハスキソンの助けを得て侯爵との直接交渉に成功した。これにより鉄道建設に対する根強い反対は一転、侯爵自身の鉄道への出資という形で支援を得ることができた。
2回目の法案は1826年に国王の裁可を得た。1回目の法案に猛反発した人々の敷地を避け、今回は大きく異なる線形を採用した。その結果チャット・モス湿地帯（Chat Moss）を横断することになった。マンチェスター側の終点は、アーウェル川よりもサルフォード（Salford）側におく予定になっていたが、鉄道会社の建設する橋を水運側が荷車を運行するために利用する権利を与えることと引き換えに、水運側が最終的に川の横断を承諾したため、マンチェスター駅はカッスルフィールド（Castlefield）の中心部のリヴァプール通りに設置されることになった。

### 建設
レニーが要求した工期は受け入れられず、ジョージ・スチーブンソンが助手のジョセフ・ロック（Joseph Locke）を伴って再び技師に指名された。土木技術者としての過去の経験から、スチーブンソンはビグノールスに調査の続行を許さず、彼は辞任した。L. T. C. ロルト（L. T. C. Rolt）がスチーブンソンに関して書いた伝記によれば、取締役会の派閥がスチーブンソンにセカンド・オピニオンを求めていたことに関して、レニーが立腹していたという。ビグノールスが辞職したのは、彼がレニーに指名された技術者であるため、スチーブンソンの下で働き続けるのは軍出身の技術者として不名誉であると考えたためかもしれない。
35マイル（56km）にわたる線路建設は、当時の先端を行く技術によるものであった。リヴァプールの下を埠頭からエッジ・ヒル（Edge Hill, Merseyside）までつなぐ2,250ヤード（2,057m）のワッピングトンネル（Wapping Tunnel）に始まり、オリーブ・マウント（Olive Mount）の岩を最大70フィート（21.3m）掘り下げた4.75マイル（7.6km）におよぶ有名な切通しが続き、さらにサンキー・ブルック谷（Sankey Brook valley）に高さ70フィート（21.3m）で架かる、50フィート（15.2m）スパンの9連アーチの高架橋が続く。とくにチャット・モス湿地帯を4.75マイル（7.6km）に渡って横断するところは有名である。
本来湿地帯は鉄道を敷設するには不適な軟弱な地盤であり、改良のため水を抜くことも不可能であった。そこでスチーブンソンは膨大な数の木とヒースの束を作り、石と土を使って湿地帯に埋め始めた。1箇所に数週間かかる作業を地道に続け、ようやく堅固な土台を造ることができたと報告されている。今日でも、チャット・モス湿地を横断する列車はスチーブンソンの人夫が埋め込んだ束の上に乗って走っており、線路の脇に立てば列車の走行によって地面が揺れ動くのが分かる。現代では最初の蒸気機関車、ロケット号の25倍も重い列車を支えている。
路線上には全部で64の橋と高架橋があり、マンチェスターの終点にあるウォーター・ストリート橋（Water Street bridge）を除いて全て煉瓦積み及び石積みでできている。ウォーター・ストリート橋は後述の建築限界を確保しながら寸法を低く収めるため、鋳鉄のガーダー橋となっている。橋はウィリアム・フェアベアン（William Fairbairn）とイートン・ホジキンソン（Eaton Hodgkinson）により設計され、桁は現場から程近いアンコーツ（Ancoats）にある自身の工場で製造された。鋳鉄製のガーダー橋はその後も多くの路線で多用されることとなった。また設置前には十分な強度検証を行なった上で施工されたが、以後一部の鉄橋では崩壊を招くような重大な欠陥もあり、1847年のディー橋事故などへとつながった。
線路は魚腹形の1ヤードあたり35ポンド（17.3kg/m）の15フィート（4.6m）長レールを用いており、石のブロックの上か、チャット・モス湿地では木製枕木の上に敷かれていた。

#### ケーブル牽引か機関車牽引か
1829年の時点では、粘着運転の機関車に対する信頼性が十分に認められていなかった。一方でストックトン・アンド・ダーリントン鉄道での実績はよく知られており、ヘットン炭鉱鉄道（Hetton colliery railway）では一部区間がケーブル牽引に置き換えられていた。後者では蒸気機関車は試験されていなかったものの、ケーブル牽引による成功の実績は無視できないものであった。本鉄道においても、法案審議の際には蒸気機関車の使用についてあまり強調しないようにしていた。当然だが当時は蒸気機関車は知られておらず、絶えず煙を吐き出して走る機関車への世間からの反発を恐れた結果であった。さらに、時代の関心はゴールズワーシー・ガーニー（Goldsworthy Gurney）が実験していたような、蒸気自動車に向いていた。このため取締役会でも、スチーブンソンを含む機関車の推進派と、ケーブル牽引の推進派とで意見が分かれていた。後者の意見は、技師のジョン・アーペス・ラストリック（John Urpeth Rastrick）によって支持されていた。スチーブンソンが機関車の導入を訴えたのは、1箇所でも破損すると路線全体が運行不能になるというケーブル牽引の欠点を重く見た結果であった（ただしケーブル牽引は上記のように実用実績があったため、そちらについても反対という訳ではなかった）。
路線の断面勾配は、急勾配区間を3箇所（レインヒルの両側に100分の1（10パーミル）、リヴァプールの埠頭へ向かう下りに50分の1（20パーミル））に集めて、それ以外の区間は極めて平坦なおよそ2000分の1（0.5パーミル）に抑えるように設計されていた。機関車を使うべきかどうか、どの機関車が適当であるかを決定するために、会社はレインヒル・トライアルを実施、結果スチーブンソン父子が製作した蒸気機関車ロケット号が採用された。最終的に路線が開通した時には、エッジ・ヒルからクラウン・ストリート駅（Crown Street railway station）へ向かう最後の旅客輸送区間については、ワッピングトンネルの下り勾配のためにケーブル牽引にされた。

#### 複線
路線は標準軌複線で建設された。予想された輸送量は単線では実現できないことに加え、電信が実用化される以前であったので、単線の線路に複数の列車を運行させるのは現実的でないと考えられたためである。
また複線間隔は軌間と同じにすることとした。これは、合計4本のレールのうち中央の2本を使って列車を走らせることで、車両限界を超えた大型の貨物を輸送できるようにしようと考えたためである。しかし線路の間隔の狭さに車体幅も制約を受ける結果となり、後に間隔が広げられた。なお狭い車体幅のため、客車の狭苦しさの結果後述の最初の鉄道事故の原因ともなり、また対向する線路に列車を走らせながらの保線作業も非常に危険なものであった。

### 開業

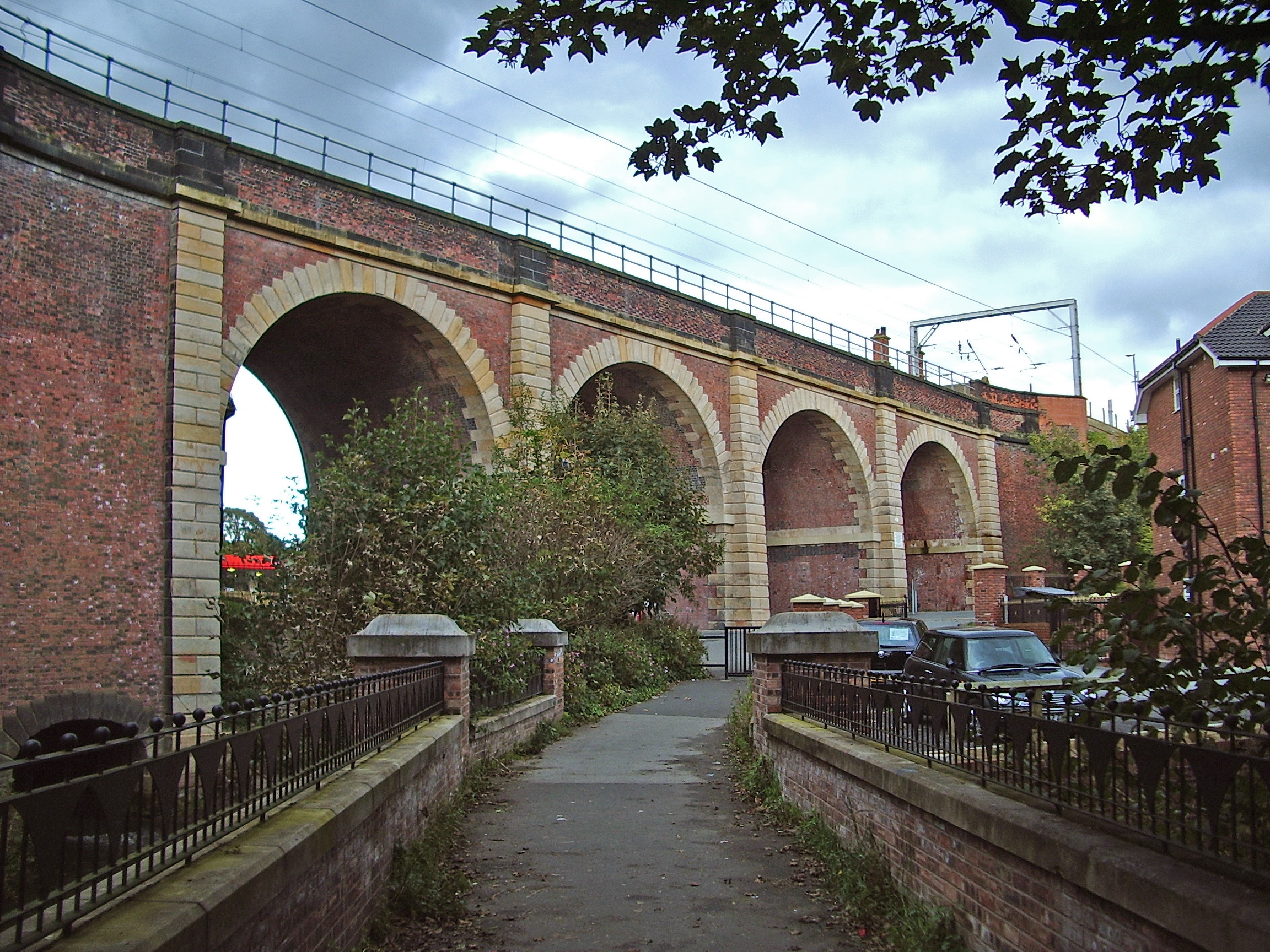
ウォリントン - ウィガン有料道路（Warrington - Wigan turnpike road）を横断するスチーブンソン設計の橋(ニュートン＝ル＝ウィローズ駅付近)

1830年1月の最初の試運転を経て同年の9月15日、マンチェスターのリヴァプール・ロード駅（Liverpool Road railway station）（現在のマンチェスター科学・工業博物館（Museum of Science and Industry in Manchester）の一部にあたる）とリヴァプールのエッジ・ヒル駅間で営業を開始した。
しかし開業式典当日にリヴァプール選出の議員であるウィリアム・ハスキソンが列車に轢かれて死亡するという最悪の事態に見舞われた。列車がニュートン・ル・ウィローズ（Newton-le-Willows）そばのパークサイドで一時停車した際、客車から下車し当時の首相であった初代ウェリントン公爵アーサー・ウェルズリーに客車の窓から挨拶しようとした矢先の事故であった。
線路上に立っていたハスキソンは、対向の線路を接近してくるロケット号の速度を見誤った結果轢かれてしまい、世界初の鉄道人身障害事故を発生させてしまった。なおハスキソンは即死したわけではなく、首相の乗っていた列車から切り離されたノーザンブリアン号（Northumbrian）によってエックルス（Eccles）へと救急搬送されたが、そこの牧師館で亡くなった。事故による暗い雰囲気の中一行はマンチェスターへと進んだが、現地は労働者階級による首相への反発が根強い地域であり、煉瓦を投げつけられるといった騒ぎの中リヴァプールへと戻った。
このように幸先の悪い開業日であったが、その後の経営は極めて好調であった。開業後数週間にして最初の臨時列車が運行され、世界で最初の鉄道郵便の営業が行われ、ピックフォーズ社（Pickfords、イギリスの引っ越し会社）向けの貨物コンテナを搭載していた。1831年の夏までに、ニュートン・レースへ向かう何万もの列車が運行されるようになった。
鉄道免許の法案では、他人が使用料を払って鉄道線路を使用することを認めていたが、会社は最初から列車を自社で所有して自社で運行することを決めていた。当初から貨物営業を想定して建設された線であったが、実際の開始は12月のプラネット号を始めとした大出力機関車の就役を待つこととなった。また競合する運河各社では運賃の値下げが進み、鉄道の開業によって運河運賃の異常な高さが露呈する結果となった。想定外だったことは鉄道が旅客営業でも成功したということであった。レインヒル・トライアルによりかつて無い高速輸送が可能であることが分かり、加えて当時の自動車よりも安く快適な乗り物となった。このため、会社は当初旅客輸送に集中する決断をし、以後の鉄道営業に大きな影響を与えて鉄道狂時代の始まりとなった。
当初、速度は線路の問題で17マイル毎時（27km/h）に制限の上運行された。しかし実際には更に加速することが可能であったため機関士は制限を越えて運転していた。そして速度超過が発覚し処分を受けることもあった。初期の線路には枕木がなく石の上に設置されていたため、速度を上げすぎるとレールを押し広げる可能性があったためである。1837年に当初の魚腹形レールから1ヤード当たり50ポンド（23kg/m）の双頭レールへの交換が始められ、枕木が導入された。
ライム・ストリートからエッジ・ヒルまでのトンネルは1836年に完成し、開業後は客車はエッジ・ヒルで機関車から切り離された後重力でリヴァプール・ライム・ストリート駅まで、制動手によりブレーキを掛けられながら降りていき、また据え置き式の蒸気機関によりケーブル牽引で引き上げられていた。トンネルの長さは1,980ヤード（1,811m）であった。
1842年7月30日には、オーズオール・レーン（Ordsall Lane）からマンチェスター・ヴィクトリア駅までの延長工事が始まり、1844年5月4日に開業して、以後リヴァプール・ロード駅は1世紀以上に渡って貨物輸送専用に用いられた。

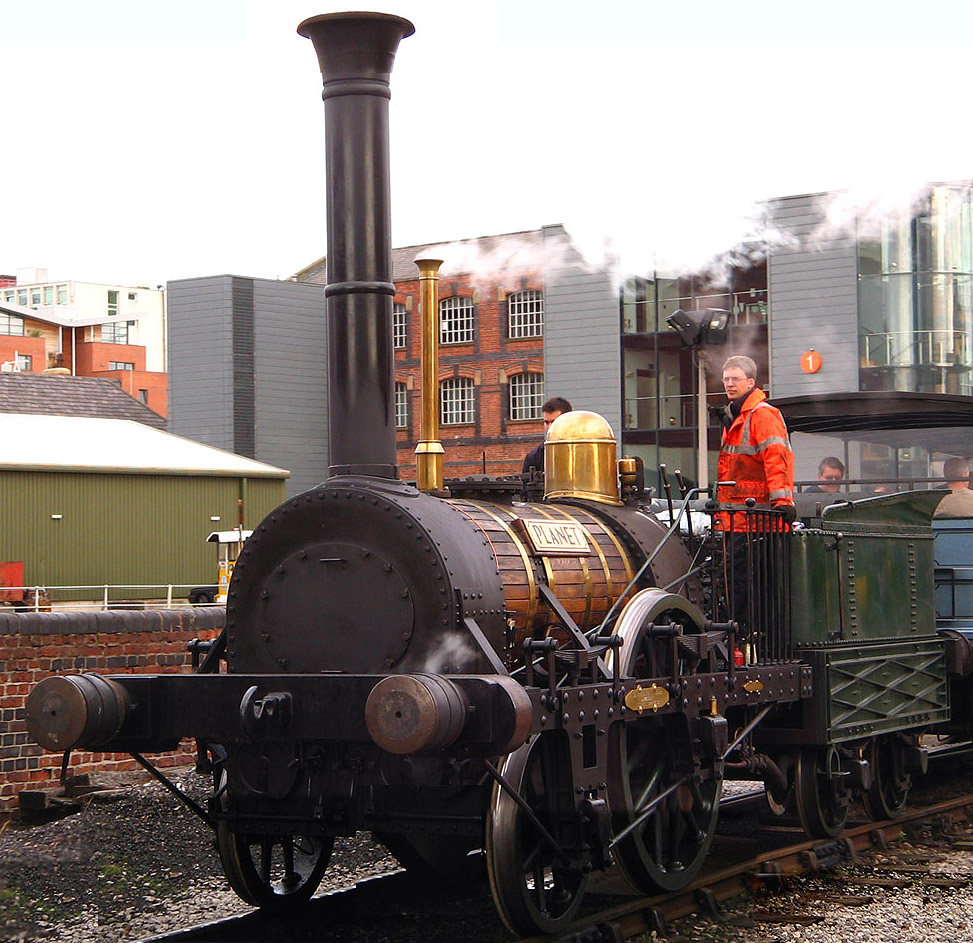
プラネット号のレプリカ

### 影響
初期の鉄道の1つとして数多くの教訓を生んだが、それでも多数の旅客が死亡するような事故は起きなかった。リヴァプール・アンド・マンチェスター鉄道では、赤信号を停止、緑信号を注意、白信号を進行とするルールを定めて、1840年代にイギリスとアメリカの鉄道で広まった。この色は後に赤、黄、緑に変わっている。また日本でも標準軌として知られる4フィート8.5インチ（1,435mm）軌間が広く使われるきっかけにもなった。
1845年にリヴァプール・アンド・マンチェスター鉄道は、その主要な協力会社であったグランド・ジャンクション鉄道（GJR: Grand Junction Railway）に吸収され、さらに後にグランド・ジャンクション鉄道はロンドン・アンド・ノース・ウェスタン鉄道（LNWR: London and North Western Railway）の一部となった。

## 現在の路線
リヴァプール・アンド・マンチェスター鉄道の建設した当初の路線は、今でも両都市を結ぶ路線として使用されている。ただし現在では輸送量の点で2番目の経路であり、南側の、かつてチェシャー鉄道委員会（Cheshire Lines Committee）の路線であったウォリントン・セントラル駅（Warrington Central railway station）経由の路線がもっともよく利用されている。
この路線では、ノーザン・レール（Northern Rail）が1時間に1本の速達便をウェイバーツリー・テクノロジー・パーク駅（Wavertree Technology Park railway station）、アールズタウン駅（Earlestown railway station）、ニュートン＝ル＝ウィローズ駅（Newton-le-Willows railway station）、マンチェスター・オックスフォード・ロード駅（Manchester Oxford Road railway station）に停車し、さらにマンチェスター・ピカデリー駅からマンチェスター空港駅（Manchester Airport railway station）へ直通させる形で運行している。ノーザン・レールはさらにリヴァプール・ライム・ストリート駅からマンチェスター・ヴィクトリア駅まで全ての駅に停車する各停列車を1時間に1本運行している。リヴァプールからアールズタウンを経由してウォリントン・バンク・キー駅（Warrington Bank Quay railway station）へと運行する各駅停車もある。また、このほかトランスペナイン・エクスプレスがこのルートを通ってリヴァプールとニューカッスルを結ぶ列車を1時間に1本、802/2形Nova 1にて運転している。

## 駅

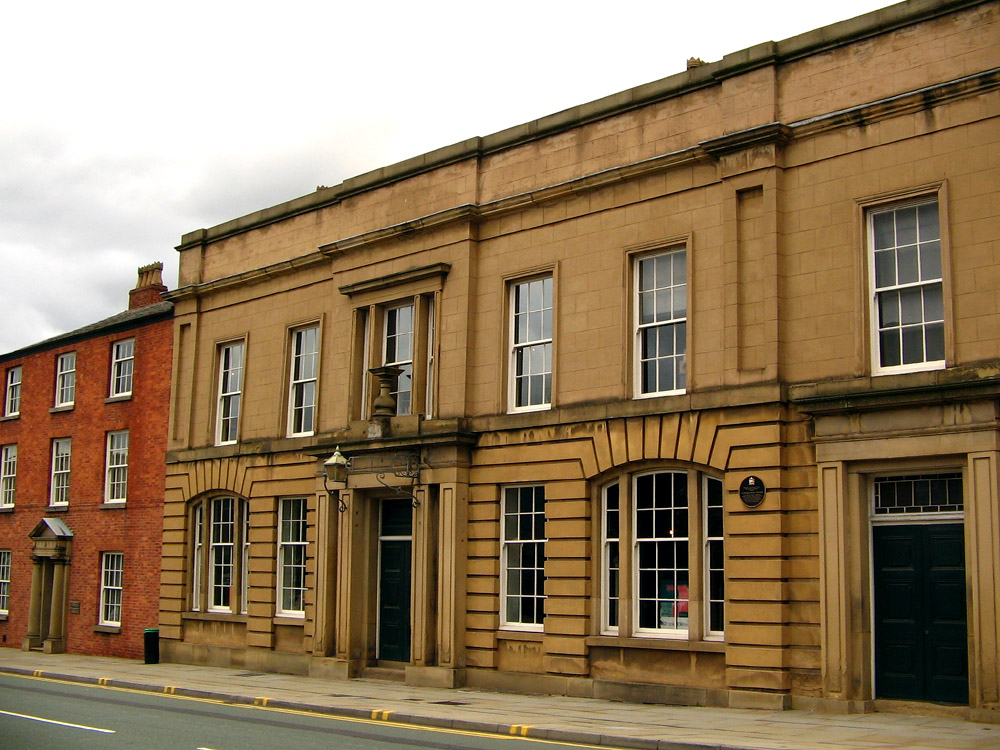
リヴァプール・ロード駅

- ライム・ストリート駅 — エッジ・ヒルとの間のトンネルの建設工事は1832年5月23日に始まり1836年8月15日に開業した。
- クラウン・ストリート駅（Crown Street） — 当初のリヴァプール側のターミナルで、ライム・ストリートに置き換えられた。
- エッジ・ヒル駅（Edge Hill） — 当初はワッピング埠頭と1829年に完成したワッピングトンネルで結ばれていた。当初の機関車工場所在地でもある。
- ウェイバーツリー・テクノロジー・パーク駅（Wavertree Technology Park） — 1990年代の開業。
- ブロード・グリーン駅（Broad Green）
- ロビー駅（Roby）
- ハイトン駅（Huyton）
- ウィストン駅（Whiston）
- レインヒル駅（Rainhill）
- リー・グリーン駅（Lea Green） — 1955年に一度廃止され、2000年に完全に新しい駅として再開業した。
- セント・ヘレンズ・ジャンクション駅（St Helens Junction） — 1833年から1837年までの間のどこかで開業（詳細不明）、セント・ヘレンズ・アンド・ランコーン・ギャップ鉄道（St Helens and Runcorn Gap Railway）と接続していた。
- コリンズ・グリーン駅（Collins Green） — 1951年4月2日廃止。
- アールズタウン駅（Earlestown） — ウォリントン・アンド・ニュートン鉄道（Warrington and Newton Railway）により1831年に開設、当初の名前はニュートン・ジャンクション（Newton Junction）で1837年に改称された。
- ニュートン＝ル＝ウィローズ駅（Newton-le-Willows） — 当初はニュートン・ブリッジ（Newton Bridge）で、ニュートン・ジャンクションがアールズタウンに改称されたことに伴い改称された。
- パークサイド駅（Parkside） — 1833年にウィガン（Wigan）への路線が建設された。
- ケニヨン・ジャンクション駅（Keniyon Junction） — 1833年から1837年の間のどこかで建設（詳細不明）、ボルトン・アンド・リー鉄道（Bolton and Leigh Railway）との接続点であったが1961年1月2日に廃止された。
- グレーズベリー・アンド・ベリー・レーン駅 — 1958年7月7日廃止。
- アストレイ駅（Astley） — 1956年5月2日廃止。
- フロー・モス・コテッジ駅（Flow Moss Cottage） — 1842年廃止。
- ラムズ・コテッジ駅（Lamb's Cottage） — 1842年廃止。
- バートン・モス・ファースト駅（Barton Moss 1st） — 1862年5月1日廃止。
- バートン・モス・セカンド駅（Barton Moss 2nd） — 1929年9月23日廃止。
- ペイトリクロフト駅（Patricroft）
- エックルス駅（Eccles）
- ウィースト駅（Weaste） — 1942年10月19日廃止、高速道路M602が建設された際に跡地は破壊された。
- シードリー駅（Seedley） — 1956年1月2日廃止、高速道路M602が建設された際に跡地は破壊された。
- クロス・レーン駅（Cross Lane） — 1949年8月15日廃止、高速道路M602が建設された際に跡地は破壊された。
- オーズオール・レーン駅（Ordsall Lane） — 1842年7月30日にマンチェスター・ビクトリア駅への延長工事が始まり、1844年5月4日に開通した。駅は1957年2月4日に廃止された。
- リヴァプール・ロード駅（Liverpool Road） — 当初のマンチェスター側のターミナル駅、1844年5月4日廃止。
- マンチェスター・エクスチェンジ駅（Manchester Exchange） — 1969年5月5日廃止。
- マンチェスター・ヴィクトリア駅 — 1844年開業。

現在も営業している駅は太字で示している。